# أتشون نامجو (اسماعيلي كرمان)
أتشون نامجو (بالفارسية: اتشون نامجو) هي قرية تقع في إيران في ناحية إسماعيلي. يقدر عدد سكانها بـ 0 نسمة بحسب إحصاء 2016.